# Uralaphorura
Genre
Synonymes
- Uralia Martynova, 1976 nec Mulsant & Verreaux, 1866

Uralaphorura est un genre de collemboles de la famille des Onychiuridae.

## Distribution
Les espèces de ce genre se rencontrent en zone paléarctique.

## Liste des espèces
Selon Checklist of the Collembola of the World (version du 29 septembre 2019) :
- Uralaphorura liangshuiensis Xie, Sun & Weiner, 2017
- Uralaphorura schilovi (Martynova, 1976)
- Uralaphorura tunguzica Babenko, 2007
- Uralaphorura varicellata Babenko, 2009
- Uralaphorura yanensis Babenko, 2009

## Publications originales
- Martynova, 1978 : Uralaphorura, a new name for Uralia Martynova, 1976 (Collembola: Onychiuridae). Entomologische Berichten, vol. 38, no 4, p. 63.
- Martynova, 1976 : Species of the genus Onychiurus Gervais 1841 (Collembola, Onychiuridae) from the north and north-east of Asia. Novye maloizv Vidy Faun, no 10, p. 5-44.